# Сатурн (премия, 1997)
23-я церемония вручения наград премии «Сатурн» за заслуги в области фантастики, фэнтези и фильмов ужасов за 1996 год состоялась 23 июля 1997 года в США.
В этом году были добавлены 3 новые телевизионные категории: «Лучший телесериал, сделанный для кабельного телевидения», «Лучший телеактёр» и «Лучшая телеактриса».

## Лауреаты и номинанты
Лауреаты указаны первыми, выделены жирным шрифтом и  отдельным цветом. 

### Награды для игрового кино
| Категория                                        | Лауреаты и номинанты | Лауреаты и номинанты                                                                   |                            |
| ------------------------------------------------ | --- | -------------------------------------------------------------------------------------- | -------------------------- |
| Лучший научно-фантастический фильм               | • День независимости / Independence Day                                                                                          | • День независимости / Independence Day                                                |                            |
| Лучший научно-фантастический фильм               | • Побег из Лос-Анджелеса / Escape from L.A.                                                                                      |                                                                                        |                            |
| Лучший научно-фантастический фильм               | • Остров доктора Моро / The Island of Dr. Moreau                                                                                 |                                                                                        |                            |
| Лучший научно-фантастический фильм               | • Марс атакует! / Mars Attacks!                                                                                                  |                                                                                        |                            |
| Лучший научно-фантастический фильм               | • Таинственный театр 3000 года / Mystery Science Theater 3000: The Movie                                                         |                                                                                        |                            |
| Лучший научно-фантастический фильм               | • Звёздный путь: Первый контакт / Star Trek: First Contact                                                                       |                                                                                        |                            |
| Лучший фильм-фэнтези                             | • Сердце дракона / DragonHeart                                                                                                   | • Сердце дракона / DragonHeart                                                         |                            |
| Лучший фильм-фэнтези                             | • Матильда / Matilda |                                                                                        |                            |
| Лучший фильм-фэнтези                             | • Приключения Пиноккио / The Adventures of Pinocchio                                                                             |                                                                                        |                            |
| Лучший фильм-фэнтези                             | • Горбун из Нотр-Дама / The Hunchback of Notre Dame                                                                              |                                                                                        |                            |
| Лучший фильм-фэнтези                             | • Джеймс и гигантский персик / James and the Giant Peach                                                                         |                                                                                        |                            |
| Лучший фильм-фэнтези                             | • Чокнутый профессор / The Nutty Professor                                                                                       |                                                                                        |                            |
| Лучший фильм-фэнтези                             | • Феномен / Phenomenon |                                                                                        |                            |
| Лучший фильм ужасов                              | • Крик / Scream | • Крик / Scream                                                                        |                            |
| Лучший фильм ужасов                              | • Влюблённый гробовщик / Dellamorte Dellamore                                                                                    |                                                                                        |                            |
| Лучший фильм ужасов                              | • Колдовство / The Craft |                                                                                        |                            |
| Лучший фильм ужасов                              | • Запёкшаяся кровь / Curdled |                                                                                        |                            |
| Лучший фильм ужасов                              | • Страшилы / The Frighteners |                                                                                        |                            |
| Лучший фильм ужасов                              | • Реликт / The Relic |                                                                                        |                            |
| Лучший приключенческий фильм, боевик или триллер | • Фарго / Fargo | • Фарго / Fargo                                                                        |                            |
| Лучший приключенческий фильм, боевик или триллер | • Связь / Bound |                                                                                        |                            |
| Лучший приключенческий фильм, боевик или триллер | • Миссия невыполнима / Mission: Impossible                                                                                       |                                                                                        |                            |
| Лучший приключенческий фильм, боевик или триллер | • Выкуп / Ransom |                                                                                        |                            |
| Лучший приключенческий фильм, боевик или триллер | • Скала / The Rock |                                                                                        |                            |
| Лучший приключенческий фильм, боевик или триллер | • Смерч / Twister |                                                                                        |                            |
| Лучший киноактёр                                 | Эдди Мёрфи | • Эдди Мёрфи — «Чокнутый профессор» (за роль Шермана Клампа / Бадди Лава)              |                            |
| Лучший киноактёр                                 | Эдди Мёрфи | • Майкл Дж. Фокс — «Страшилы» (за роль Фрэнка Бэннистера)                              |                            |
| Лучший киноактёр                                 | Эдди Мёрфи | • Джефф Голдблюм — «День независимости» (за роль Дэвида Левинсона)                     |                            |
| Лучший киноактёр                                 | Эдди Мёрфи | • Билл Пэкстон — «Смерч» (за роль Билла Хардинга)                                      |                            |
| Лучший киноактёр                                 | Эдди Мёрфи | • Уилл Смит — «День независимости» (за роль капитана Стивена Хиллера)                  |                            |
| Лучший киноактёр                                 | Эдди Мёрфи | • Патрик Стюарт — «Звёздный путь: Первый контакт» (за роль капитана Жана-Люка Пикара)  |                            |
| Лучшая киноактриса                               | | • Нив Кэмпбелл — «Крик» (за роль Сидни Прескотт)                                       |                            |
| Лучшая киноактриса                               | • Джина Дэвис — «Долгий поцелуй на ночь» (за роль Саманты Кейн / Чарли Бэлтимор)                                                 |                                                                                        |                            |
| Лучшая киноактриса                               | • Джина Гершон — «Связь» (за роль Корки)                                                                                         |                                                                                        |                            |
| Лучшая киноактриса                               | • Хелен Хант — «Смерч» (за роль доктора Джо Хардинг)                                                                             |                                                                                        |                            |
| Лучшая киноактриса                               | • Фрэнсис Макдорманд — «Фарго» (за роль Мардж Гандерсон)                                                                         |                                                                                        |                            |
| Лучшая киноактриса                               | • Пенелопа Энн Миллер — «Реликт» (за роль доктора Марго Грин)                                                                    |                                                                                        |                            |
| Лучший актёр второго плана                       | | • Брент Спайнер — «Звёздный путь: Первый контакт» (за роль лейтенант-коммандера Дейты) |                            |
| Лучший актёр второго плана                       | • Брент Спайнер — «День независимости» (за роль доктора Бракиша Окуна)                                                           |                                                                                        |                            |
| Лучший актёр второго плана                       | • Эдвард Нортон — «Первобытный страх» (за роль Аарона Стэмплера)                                                                 |                                                                                        |                            |
| Лучший актёр второго плана                       | • Джо Пантолиано — «Связь» (за роль Сизара)                                                                                      |                                                                                        |                            |
| Лучший актёр второго плана                       | • Джеффри Комбс — «Страшилы» (за роль Милтона Даммерса)                                                                          |                                                                                        |                            |
| Лучший актёр второго плана                       | • Скит Ульрих — «Крик» (за роль Билли Лумиса)                                                                                    |                                                                                        |                            |
| Лучшая актриса второго плана                     | | • Элис Криге — «Звёздный путь: Первый контакт» (за роль королевы боргов)               |                            |
| Лучшая актриса второго плана                     | • Пэм Феррис — «Матильда» (за роль Агаты Транчболл)                                                                              |                                                                                        |                            |
| Лучшая актриса второго плана                     | • Файруза Балк — «Колдовство» (за роль Нэнси Даунс)                                                                              |                                                                                        |                            |
| Лучшая актриса второго плана                     | • Дрю Бэрримор — «Крик» (за роль Кейси Бекер)                                                                                    |                                                                                        |                            |
| Лучшая актриса второго плана                     | • Гленн Клоуз — «101 далматинец» (за роль Круэллы Де Виль)                                                                       |                                                                                        |                            |
| Лучшая актриса второго плана                     | • Вивика А. Фокс — «День независимости» (за роль Джасмин Дюброу)                                                                 |                                                                                        |                            |
| Лучшая актриса второго плана                     | • Дженнифер Тилли — «Связь» (за роль Вайолет)                                                                                    |                                                                                        |                            |
| Лучший молодой актёр или актриса                 | Лукас Блэк | • Лукас Блэк — «Отточенное лезвие» (за роль Фрэнка Уитли)                              |                            |
| Лучший молодой актёр или актриса                 | Лукас Блэк | • Кевин Бишоп — «Остров сокровищ Маппетов» (за роль Джима Хокинса)                     |                            |
| Лучший молодой актёр или актриса                 | Лукас Блэк | • Лукас Хаас — «Марс атакует!» (за роль Ричи Норриса)                                  |                            |
| Лучший молодой актёр или актриса                 | Лукас Блэк | • Джеймс Дювал — «День независимости» (за роль Мигеля Кейсса)                          |                            |
| Лучший молодой актёр или актриса                 | Лукас Блэк | • Джонатан Тейлор Томас — «Приключения Пиноккио» (за озвучивание Пиноккио)             |                            |
| Лучший молодой актёр или актриса                 | Лукас Блэк | • Мара Уилсон — «Матильда» (за роль Матильды Уормвуд)                                  |                            |
| Лучшая режиссура                                 | | • Роланд Эммерих за фильм «День независимости»                                         |                            |
| Лучшая режиссура                                 | • Тим Бёртон — «Марс атакует!»                                                                                                   |                                                                                        |                            |
| Лучшая режиссура                                 | • Джоэл Коэн — «Фарго» |                                                                                        |                            |
| Лучшая режиссура                                 | • Уэс Крэйвен — «Крик» |                                                                                        |                            |
| Лучшая режиссура                                 | • Джонатан Фрейкс — «Звёздный путь: Первый контакт»                                                                              |                                                                                        |                            |
| Лучшая режиссура                                 | • Питер Джексон — «Страшилы» |                                                                                        |                            |
| Лучший сценарий                                  | Кевин Уильямсон | • Кевин Уильямсон — «Крик»                                                             | • Кевин Уильямсон — «Крик» |
| Лучший сценарий                                  | Кевин Уильямсон | • Ларри и Энди Вачовски — «Связь»                                                      |                            |
| Лучший сценарий                                  | Кевин Уильямсон | • Фрэн Уолш и Питер Джексон — «Страшилы»                                               |                            |
| Лучший сценарий                                  | Кевин Уильямсон | • Дин Девлин и Роланд Эммерих — «День независимости»                                   |                            |
| Лучший сценарий                                  | Кевин Уильямсон | • Джонатан Гемс — «Марс атакует!»                                                      |                            |
| Лучший сценарий                                  | Кевин Уильямсон | • Брэннон Брага и Рональд Д. Мур — «Звёздный путь: Первый контакт»                     |                            |
| Лучшая музыка                                    | | • Дэнни Эльфман за музыку к фильму «Марс атакует!»                                     |                            |
| Лучшая музыка                                    | • Рэнди Эдельман — «Сердце дракона»                                                                                              |                                                                                        |                            |
| Лучшая музыка                                    | • Дэнни Эльфман — «Страшилы» |                                                                                        |                            |
| Лучшая музыка                                    | • Дэвид Арнольд — «День независимости»                                                                                           |                                                                                        |                            |
| Лучшая музыка                                    | • Ник Гленни-Смит, Ханс Циммер и Гарри Грегсон-Уильямс — «Скала»                                                                 |                                                                                        |                            |
| Лучшая музыка                                    | • Джерри Голдсмит — «Звёздный путь: Первый контакт»                                                                              |                                                                                        |                            |
| Лучшие костюмы                                   | • Дебора Эвертон — «Звёздный путь: Первый контакт»                                                                               | • Дебора Эвертон — «Звёздный путь: Первый контакт»                                     |                            |
| Лучшие костюмы                                   | • Томас Кастерлайн и Анна Б. Шеппард — «Сердце дракона»                                                                          |                                                                                        |                            |
| Лучшие костюмы                                   | • Робин Мишель Буш — «Побег из Лос-Анджелеса»                                                                                    |                                                                                        |                            |
| Лучшие костюмы                                   | • Джозеф А. Порро — «День независимости»                                                                                         |                                                                                        |                            |
| Лучшие костюмы                                   | • Коллин Этвуд — «Марс атакует!»                                                                                                 |                                                                                        |                            |
| Лучшие костюмы                                   | • Ким Баррет — «Ромео + Джульетта»                                                                                               |                                                                                        |                            |
| Лучший грим                                      | Рик Бейкер | • Рик Бейкер и Дэвид ЛеРой Андерсон — «Чокнутый профессор»                             |                            |
| Лучший грим                                      | Рик Бейкер | • Рик Бейкер и Ричард Тейлор — «Страшилы»                                              |                            |
| Лучший грим                                      | Рик Бейкер | • Стэн Уинстон и Шэйн Махан — «Остров доктора Моро»                                    |                            |
| Лучший грим                                      | Рик Бейкер | • Дженни Ширкор и Питер Оуэн — «Мэри Рейлли»                                           |                            |
| Лучший грим                                      | Рик Бейкер | • Майкл Вестмор, Скотт Вилер и Джэйк Гарбер — «Звёздный путь: Первый контакт»          |                            |
| Лучший грим                                      | Рик Бейкер | • Грег Кэнном — «Худеющий»                                                             |                            |
| Лучшие спецэффекты                               | • Фолькер Энджел, Клэй Пинни, Дуглас Смит, Джо Вискосил — «День независимости»                                                   | • Фолькер Энджел, Клэй Пинни, Дуглас Смит, Джо Вискосил — «День независимости»         |                            |
| Лучшие спецэффекты                               | • Скотт Сквайрс, Фил Типпетт, Джеймс Страус, Кит Уэст — «Сердце дракона»                                                         |                                                                                        |                            |
| Лучшие спецэффекты                               | • Уэс Такахаси, Чарли МакКлеллан, Ричард Тейлор — «Страшилы»                                                                     |                                                                                        |                            |
| Лучшие спецэффекты                               | • Джим Митчелл, Майкл Л. Финк, Дэвид Эндрюс, Майкл Лантьери (Industrial Light & Magic, Warner Digital Studios) — «Марс атакует!» |                                                                                        |                            |
| Лучшие спецэффекты                               | • Джон Нолл (Industrial Light & Magic) — «Звёздный путь: Первый контакт»                                                         |                                                                                        |                            |
| Лучшие спецэффекты                               | • Стефан Фангмейер, Джон Фрэзиер, Хабиб Заргарпур, Генри ЛаБоунта — «Смерч»                                                      |                                                                                        |                            |

### Телевизионные награды
| Категория                                                                                 | Лауреаты и номинанты                                                                   | Лауреаты и номинанты                                                              |
| ----------------------------------------------------------------------------------------- | -------------------------------------------------------------------------------------- | --------------------------------------------------------------------------------- |
| Лучший жанровый телесериал (Best Genre Network TV Series)                                 | • Секретные материалы / The X Files                                                    | • Секретные материалы / The X Files                                               |
| Лучший жанровый телесериал (Best Genre Network TV Series)                                 | • Тёмные небеса / Dark Skies                                                           |                                                                                   |
| Лучший жанровый телесериал (Best Genre Network TV Series)                                 | • Завтра наступит сегодня / Early Edition                                              |                                                                                   |
| Лучший жанровый телесериал (Best Genre Network TV Series)                                 | • Тысячелетие / Millennium                                                             |                                                                                   |
| Лучший жанровый телесериал (Best Genre Network TV Series)                                 | • Скользящие / Sliders                                                                 |                                                                                   |
| Лучший жанровый телесериал (Best Genre Network TV Series)                                 | • Симпсоны / The Simpsons                                                              |                                                                                   |
| Лучший телесериал, сделанный для кабельного телевидения (Best Genre Syndicated TV Series) | • За гранью возможного / The Outer Limits                                              | • За гранью возможного / The Outer Limits                                         |
| Лучший телесериал, сделанный для кабельного телевидения (Best Genre Syndicated TV Series) | • Новые приключения Робин Гуда / The New Adventures of Robin Hood                      |                                                                                   |
| Лучший телесериал, сделанный для кабельного телевидения (Best Genre Syndicated TV Series) | • Вавилон-5 / Babylon 5                                                                |                                                                                   |
| Лучший телесериал, сделанный для кабельного телевидения (Best Genre Syndicated TV Series) | • Горец / Highlander                                                                   |                                                                                   |
| Лучший телесериал, сделанный для кабельного телевидения (Best Genre Syndicated TV Series) | • Полтергейст: Наследие / Poltergeist: The Legacy                                      |                                                                                   |
| Лучший телесериал, сделанный для кабельного телевидения (Best Genre Syndicated TV Series) | • Звёздный путь: Глубокий космос 9 / Star Trek: Deep Space Nine                        |                                                                                   |
| Лучшая телепостановка (Best Single Genre Television Presentation)                         | • Доктор Кто / Doctor Who                                                              | • Доктор Кто / Doctor Who                                                         |
| Лучшая телепостановка (Best Single Genre Television Presentation)                         | • Чужой народ: Внутренняя угроза / Alien Nation: The Enemy Within                      |                                                                                   |
| Лучшая телепостановка (Best Single Genre Television Presentation)                         | • Тварь / The Beast                                                                    |                                                                                   |
| Лучшая телепостановка (Best Single Genre Television Presentation)                         | • Кентервильское привидение / The Canterville Ghost                                    |                                                                                   |
| Лучшая телепостановка (Best Single Genre Television Presentation)                         | • Путешествия Гулливера / Gulliver’s Travels                                           |                                                                                   |
| Лучшая телепостановка (Best Single Genre Television Presentation)                         | • Лотерея / The Lottery                                                                |                                                                                   |
| Лучший телеактёр (Best Genre TV Actor)                                                    |                                                                                        | • Кайл Чендлер — «Завтра наступит сегодня» (за роль Гэри Хобсона)                 |
| Лучший телеактёр (Best Genre TV Actor)                                                    | • Эвери Брукс — «Звёздный путь: Глубокий космос 9» (за роль капитана Бенджамина Сиско) |                                                                                   |
| Лучший телеактёр (Best Genre TV Actor)                                                    | • Эрик Клоуз — «Тёмные небеса» (за роль Джона Лонгарда)                                |                                                                                   |
| Лучший телеактёр (Best Genre TV Actor)                                                    | • Дэвид Духовны — «Секретные материалы» (за роль агента ФБР Фокса Малдера)             |                                                                                   |
| Лучший телеактёр (Best Genre TV Actor)                                                    | • Лэнс Хенриксен — «Тысячелетие» (за роль Фрэнка Блэка)                                |                                                                                   |
| Лучший телеактёр (Best Genre TV Actor)                                                    | • Пол Макганн — «Доктор Кто» (за роль Восьмого Доктора)                                |                                                                                   |
| Лучшая телеактриса (Best Genre TV Actress)                                                | Джиллиан Андерсон                                                                      | • Джиллиан Андерсон — «Секретные материалы» (за роль агента ФБР Даны Скалли)      |
| Лучшая телеактриса (Best Genre TV Actress)                                                | Джиллиан Андерсон                                                                      | • Клаудия Кристиан — «Вавилон-5» (за роль коммандера Сьюзен Ивановой)             |
| Лучшая телеактриса (Best Genre TV Actress)                                                | Джиллиан Андерсон                                                                      | • Мелисса Джоан Харт — «Сабрина — маленькая ведьма» (за роль Сабрины Спеллман)    |
| Лучшая телеактриса (Best Genre TV Actress)                                                | Джиллиан Андерсон                                                                      | • Люси Лоулесс — «Зена — королева воинов» (за роль Зены)                          |
| Лучшая телеактриса (Best Genre TV Actress)                                                | Джиллиан Андерсон                                                                      | • Хелен Шейвер — «Полтергейст: Наследие» (за роль психоаналитика Рейчел Корриган) |
| Лучшая телеактриса (Best Genre TV Actress)                                                | Джиллиан Андерсон                                                                      | • Меган Уорд — «Тёмные небеса» (за роль доктора Кимберли Сайерз)                  |

### Видео
| Лучшее видеоиздание (Best Home Video Release) | • Прибытие / The Arrival                                  |
| Лучшее видеоиздание (Best Home Video Release) | • Машина / La machine                                     |
| Лучшее видеоиздание (Best Home Video Release) | • Книга мёртвых / Necronomicon                            |
| Лучшее видеоиздание (Best Home Video Release) | • Плохой Пиноккио / Pinocchio’s Revenge                   |
| Лучшее видеоиздание (Best Home Video Release) | • Дрожь земли 2: Повторный удар / Tremors II: Aftershocks |
| Лучшее видеоиздание (Best Home Video Release) | • Тайна астероида / Within the Rock                       |

### Специальные награды
| Награда                                                       | Лауреаты                                                                     |
| ------------------------------------------------------------- | ---------------------------------------------------------------------------- |
| Специальная награда (Special Award)                           | • Звёздные войны. Эпизод IV: Новая надежда / Star Wars (в связи с 20-летием) |
| Премия Джорджа Пала (George Pal Memorial Award)               | • Кэтлин Кеннеди                                                             |
| Премия за пожизненные достижения (Lifetime Achievement Award) | • Дино Де Лаурентис                                                          |
| Премия за пожизненные достижения (Lifetime Achievement Award) | • Джон Франкенхаймер                                                         |
| Премия за пожизненные достижения (Lifetime Achievement Award) | • Сильвестр Сталлоне                                                         |
| Президентская премия (President’s Award)                      | • Билли Боб Торнтон                                                          |
| Награда за заслуги (Service Award)                            | • Эдвард Расселл                                                             |